# Westfield (Vermont)
Westfield ist eine Town im Orleans County des Bundesstaates Vermont in den Vereinigten Staaten mit 534 Einwohnern (laut Volkszählung von 2020).

## Geografie

### Geografische Lage
Westfield liegt im Nordwesten des Orleans Countys. Der Missisquoi River durchfließt die Town am östlichen Rand in nördlicher Richtung in einem breiten Tal, weitere kleine Bäche münden in östlicher Richtung im Missisquoi River. Es gibt keine größeren Seen auf dem Gebiet der Town. Das Gebiet der Town liegt am östlichen Rand der Green Mountains. Die höchste Erhebung ist der 882 m hohe Domeys Dome.

### Nachbargemeinden
Alle Entfernungen sind als Luftlinien zwischen den offiziellen Koordinaten der Orte aus der Volkszählung 2010 angegeben.
- Norden: Jay, 3,5 km
- Osten: Troy, 11,3 km
- Süden: Lowell, 4,2 km
- Westen: Montgomery, 13,4 km
- Nordwesten: Richford, 12,9 km

### Klima
Die mittlere Durchschnittstemperatur in Westfield liegt zwischen −11,7 °C (11 °Fahrenheit) im Januar und 18,3 °C (65 °Fahrenheit) im Juli. Damit ist der Ort gegenüber dem langjährigen Mittel der USA um etwa 9 Grad kühler. Die Schneefälle zwischen Mitte Oktober und Mitte Mai liegen mit mehr als zwei Metern etwa doppelt so hoch wie die mittlere Schneehöhe in den USA. Die tägliche Sonnenscheindauer liegt am unteren Rand des Wertespektrums der USA, zwischen September und Mitte Dezember sogar deutlich darunter.

## Geschichte
Den Grant für das Gebiet der Town Westfield bekam am 15. Mai 1780 Dan Owen und weitere. Der Grant für diese Town und für fünf weitere wurde ausgegeben von der Vermont Republic, um Mittel für die Finanzierung der Truppen im Amerikanischen Unabhängigkeitskrieg zu bekommen. Die Besiedlung startete 1799. Die konstituierende Versammlung der Town fand am 29. März 1802 statt. Benannt wurde die Town nach William West, Vizegouverneur des Staates Rhode Island und einem der Nehmer des Grants.
In Westfield befindet sich eine Niederlassung der Congrégation de Solesmes, das Monastery of the Immaculate Heart of Mary. Das Frauenkloster ist eine Zweigniederlassung der Abbaye Sainte-Marie de Deux-Montagnes in der Nähe von Montreal. Gegründet wurde das Kloster im Jahr 1981.

### Einwohnerentwicklung
| Volkszählungsergebnisse – Town of Westfield, Vermont | Volkszählungsergebnisse – Town of Westfield, Vermont | Volkszählungsergebnisse – Town of Westfield, Vermont | Volkszählungsergebnisse – Town of Westfield, Vermont | Volkszählungsergebnisse – Town of Westfield, Vermont | Volkszählungsergebnisse – Town of Westfield, Vermont | Volkszählungsergebnisse – Town of Westfield, Vermont | Volkszählungsergebnisse – Town of Westfield, Vermont | Volkszählungsergebnisse – Town of Westfield, Vermont | Volkszählungsergebnisse – Town of Westfield, Vermont | Volkszählungsergebnisse – Town of Westfield, Vermont |
| Jahr                                                 | 1800                                                 | 1810                                                 | 1820                                                 | 1830                                                 | 1840                                                 | 1850                                                 | 1860                                                 | 1870                                                 | 1880                                                 | 1890                                                 |
| ---------------------------------------------------- | ---------------------------------------------------- | ---------------------------------------------------- | ---------------------------------------------------- | ---------------------------------------------------- | ---------------------------------------------------- | ---------------------------------------------------- | ---------------------------------------------------- | ---------------------------------------------------- | ---------------------------------------------------- | ---------------------------------------------------- |
| Einwohner                                            | 16                                                   | 149                                                  | 225                                                  | 353                                                  | 370                                                  | 502                                                  | 618                                                  | 721                                                  | 698                                                  | 763                                                  |
| Jahr                                                 | 1900                                                 | 1910                                                 | 1920                                                 | 1930                                                 | 1940                                                 | 1950                                                 | 1960                                                 | 1970                                                 | 1980                                                 | 1178                                                 |
| Einwohner                                            | 646                                                  | 613                                                  | 490                                                  | 448                                                  | 354                                                  | 358                                                  | 347                                                  | 375                                                  | 418                                                  | 422                                                  |
| Jahr                                                 | 2000                                                 | 2010                                                 | 2020                                                 | 2030                                                 | 2040                                                 | 2050                                                 | 2060                                                 | 2070                                                 | 2080                                                 | 2090                                                 |
| Einwohner                                            | 503                                                  | 536                                                  | 534                                                  |                                                      |                                                      |                                                      |                                                      |                                                      |                                                      |                                                      |

## Wirtschaft und Infrastruktur

### Verkehr
Die Vermont State Route 100 führt in nordsüdlicher Richtung von Tory im Norden nach Lowell im Süden. Durch die südöstliche Ecke führt die Vermont State Route 58 vorbei am Hazens Notch State Park. Sie trifft auf die Vermont State Route 105, die in westöstlicher Richtung von Montgomery im Westen nach Lowell im Süden.

### Öffentliche Einrichtungen
In Westfield gibt es kein eigenes Krankenhaus. Das nächstgelegene Krankenhaus ist das North Country Hospital & Health Care in Newport City.

### Bildung
Westfield gehört zur North Country Supervisory Union. In Jay befindet sich die Jay/Westfield Joint Elementary School, eine Gemeinschaftsschule der Towns Jay und Westfield.
Die Hitchcock Memorial Library mit dem zugehörigen Museum wurden der Town als Geschenk durch Aaron Charles Hitchcock gegeben. Das Gebäude wurde im Jahr 1899 fertiggestellt. Hitchcock starb am 1. März 1900.

## Persönlichkeiten

### Söhne und Töchter der Stadt
- Carroll Smalley Page (1843–1925), Politiker
- Thomas J. Boynton (1856–1945), Politiker und Massachusetts Attorney General